# Middelburg (Aurich)

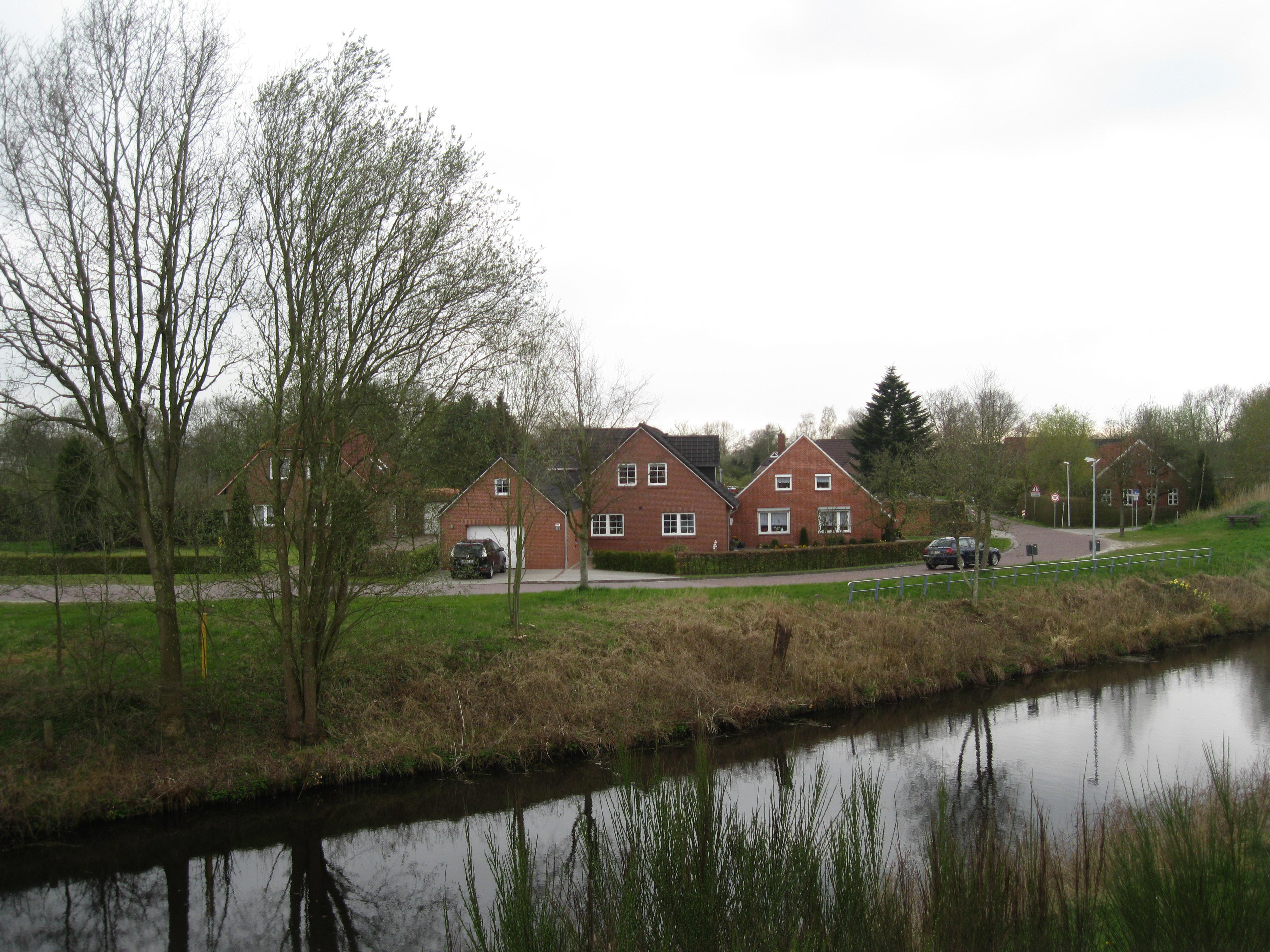
Middelburg Ortseingang 2012

Middelburg war zusammen mit Kirchdorferfeld und Westerfeld ein Ortsteil der ehemals selbständigen Gemeinde Kirchdorf. Heute ist Middelburg eine Gemarkung mit 147 Einwohnern im Stadtteil Kirchdorf von Aurich in Ostfriesland. 

## Geographie
Middelburg liegt an der Middelburger Brücke, über welche die Bundesstraße 72 den Ems-Jade-Kanal überquert. Umgangssprachlich nennt man diese Brücke Dreiländereck. Denn hier treffen mit dem östlich gelegenen Popens, dem südlich gelegenen Schirum und Kirchdorf drei Ortsteile von Aurich zusammen.

## Geschichte

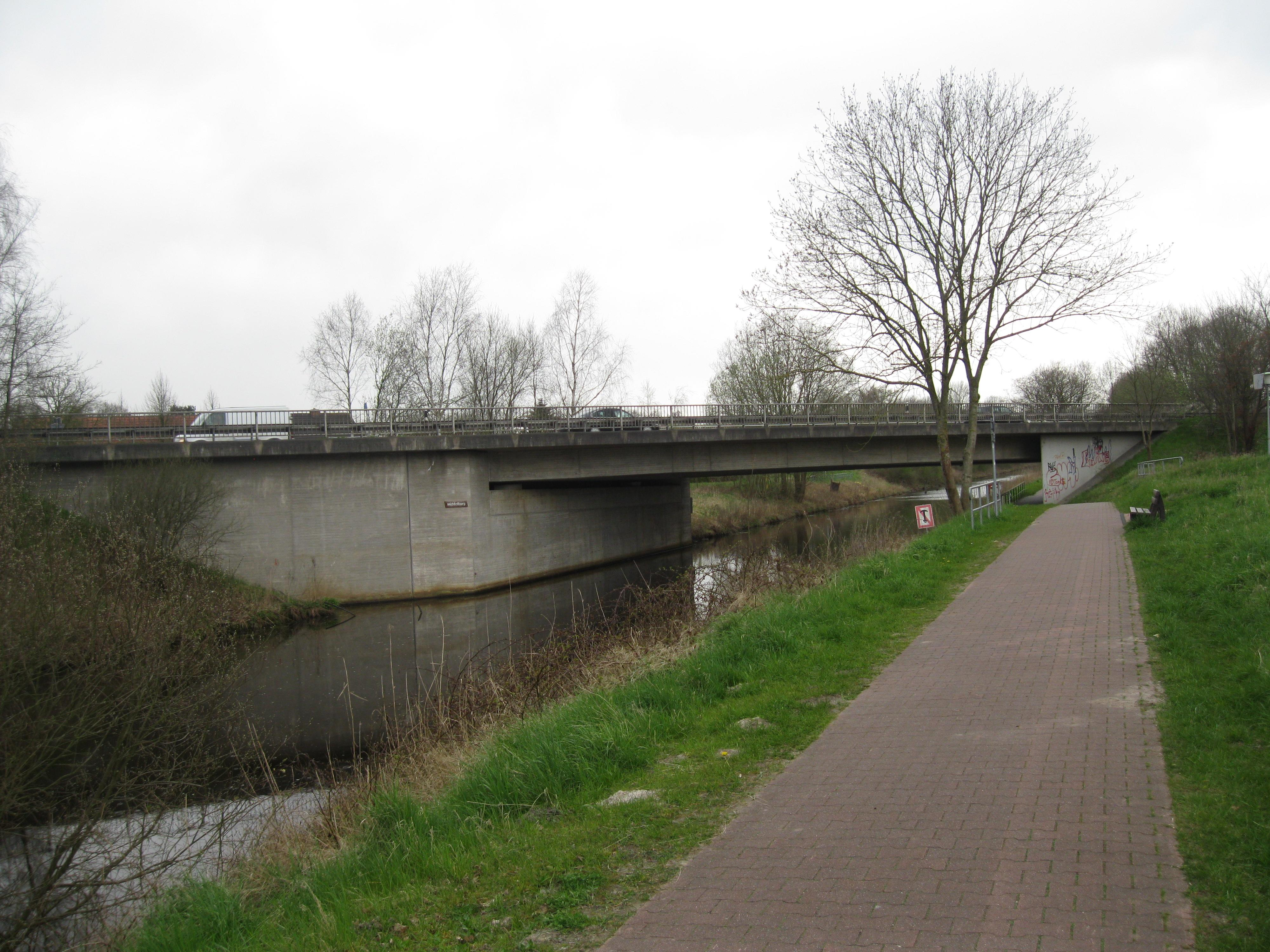
Middelburger Brücke über den Ems-Jade-Kanal 2012

Die Ortschaft Middelburg, Mittelburg oder auch Middelbörg bestand vermutlich ursprünglich aus nur einem Gebäude in unmittelbarer Nähe der heutigen Middelburger Brücke bzw. deren Vorgängerinnen. Der Bau der ersten Brücke erfolgte mit dem Kanalbau in den achtziger Jahren des 19. Jahrhunderts. Diese alte Drehbrücke wurde im Jahre 1936 durch eine Betonbrücke ersetzt. Im Rahmen dieser Baumaßnahme wurde der Verlauf der heutigen Bundesstraße begradigt und der Standort der neuen Brücke um ca. 30 Meter verlegt. Diese Brücke wurde im Jahre 1978 durch einen Neubau an gleicher Stelle ersetzt.
Urkundlich erwähnt wurde Middelburg u. a. im Jahre 1857:

„Als am 2. April 1857 die Gastwirtschaft Middelbörg abbrannte, versuchten die Schirumer die weitere Konzession zu unterbinden und an sich zu ziehen. Doch das Amt befürwortete den Fortbestand. Weil, soweit die Nachrichten reichten, mindestens seit 40 Jahren (rechtsverjährte Frist) dort immer eine Gaststätte und Schenkwirtschaft bestanden habe, die Lage sehr günstig und für den Verkehr sehr wertvoll sei und weil bei Jahrmärkten die Stadt Aurich mitunter überfüllt sei und dann ähnlich wie in der Coldehörn manche Reisenden mit ihren Pferden untergebracht werden könnten. Früher sei die Middelbörg von Aurichern häufig als Kaffeehaus besucht worden, doch habe sich der Umfang unter einem leistungsschwachen Besitzer seit Jahren verringert. Der jetzige Besitzer ist imstande, das Haus neu aufzubauen und zeitgemäß einzurichten“. (Ostfriesische Nachrichten vom 18. Januar 1969).
Der Bau des Gebäudes muss also vor 1817 erfolgt sein. Beim Besitzer des wiederaufgebauten Gebäudes dürfte es sich um einen Holländer gehandelt haben, denn ein solcher verkaufte das Grundstück nach einem erneuten Brand im Jahre 1880. Bisher waren die Gebäude in unmittelbarer Nähe zur Gemarkungsgrenze Schirum beheimatet. Der Neubau, fertiggestellt im Jahre 1882, wurde weiter in Richtung des im Bau befindlichen Ems-Jade-Kanals gesetzt, da der Gastwirt im Auftrag der Wasserbauverwaltung für monatlich einen Taler auf den Kanalbetrieb zu achten hatte. Bei einem erneuten Brand im Jahre 1921 wurde der Scheunentrakt ein Raub der Flammen; das Vorderhaus konnte gerettet werden.
Im Jahre 1998 wurde nach der Schließung der Gaststätte das Anwesen verkauft und heute wird auf dem Gelände eine Baumschule betrieben, sowie ist der Schützenverein „Germania“ Middelburg von 1927 e. V. ansässig.
Koordinaten: 53° 27′ N, 7° 30′ O